# Административное здание Отагского университета
Администрати́вное зда́ние Ота́гского университе́та, здание с часовой башней (англ. The University of Otago Registry Building, Clocktower Building) — здание в викторианском стиле в Данидине, Новая Зеландия. Оно расположено на берегу реки Лейт. В здании расположен административный центр Университета Отаго и офис вице-канцлера.
Здание находится под защитой Фонда по охране исторических мест Новой Зеландии, оно зарегистрировано в Фонде 18 марта 1982 года в категории I за номером 62.

## Проектирование и строительство
Административное здание является главным в комплексе с часовой башней, группе зданий в стиле неоготики, расположенной в центре кампуса Университета Отаго. Это здание построено из тёмного базальта из долины Лейт и светлого местного известняка, известного как Оамарский камень, контрастирующих друг с другом. Фундамент здания выполнен из брекчии, добытой в Порт-Чалмерс.
Проект административного здания был разработан архитектором Максвеллом Бари (1825—1912) в 1870-х годах, а проект его реконструкции — архитектором Эдмундом Анскомбе (1874—1948) в 1920-х годах.
Бари спроектировал классическое здание, декорированное в готическом стиле в соответствии с пожеланиями Совета университета. Здание получилось похожим на Вестминстерский дворец Чарльза Бэрри и Огастеса Пьюджина, симметричный в своём плане и построенный в стиле поздней готики. Здание Бэрри получило выдвинутые вперёд фронтоны-щипцы с северной стороны, над входом в центральной части здания, часовой башней, а также с южной стороны здания, где должна была разместиться часовня. К 1879 году были построены часовая башня и часть здания к северу от неё.
Намного позже Анскомбе продлил здание в южную сторону от часовой башни. Он разработал проект т.н. «крыла Оливера» (англ. Oliver Wing), построенного в 1914 году и научной секции (англ. science extension), открытой в 1922 году. Таким образом получилась асимметричная композиция, в которой бо́льшая часть здания, расположенная к югу от часовой башни, уравновешивалась двойным фронтоном на южной его оконечности.

## Реконструкции
На протяжении долгого времени часов на башне не было, но в 1930 году Томас Сидей, местный политик и член Совета университета, заплатил за установку часов. В 1950 году Министерство общественных работ Новой Зеландии (англ. Ministry of Works) рекомендовало снести здание ввиду его плохой сейсмоустойчивости. Однако вместо этого Совет университета в начале 1960-х годов провёл работы по усилению здания с установкой растяжек.
До 1965 года в северной части здания, в помещении, украшенном выступающим фронтоном, располагалась библиотека. С 1965 года в этом помещении стал располагаться Совет университета. Помещение для смотрителя, располагавшееся снаружи здания, позади библиотеки, теперь расположено внутри здания и является частью административного блока. Кроме того, в 1960-х годах часть восточной стены была аккуратно демонтирована и перенесена дальше к востоку. Каменный свод башни был заменён нержавеющей сталью и покрыт цементом. В 1980-х годах были демонтированы крутые ярусы верхнего и нижнего лекториев университета. После реконструкций экстерьер и основные интерьеры здания, такие как украшенный плиткой вход и великолепные лестницы, остались практически без изменений в том виде, в каком они были построены.

## Здания в аналогичном стиле
В 1968 году Тед Маккой отметил сходство административного здания Отагского университета и здания Университета Глазго, построенного в 1870 году. Проект здания в Глазго разработал архитектор Джордж Гилберт Скотт. Однако между этими зданиями есть и некоторые отличия. Так, например, здание Скотта находится на вершине холма, в то время как административное здание Отагского университета находится рядом с рекой. Главный фасад здания Скотта, также как и главный фасад в проекте Бари, симметричен, башня и главный вход расположены в середине здания. Однако здание Отагского университета после реконструкции Анскомбе стало вытянутым в южном направлении.
Часовая башня на административном здании Отагского университета построена в том же стиле, что и башни на зданиях Скотта в Глазго и в Лондоне (башня вокзала Сент-Панкрас). Они выполнены в викторианском стиле, как и Скарисбрик-холл Огастеса Пьюджина и «башня Елизаветы» Вестминстерского дворца.
В Новой Зеландии в том же викторианском стиле возведено здание с часовой башней колледжа Кентербери в Крайстчерче. Это здание в настоящий момент является частью Центра искусств Крайстчерча. Оно было спроектировано Бенджамином Маунтфортом в 1877 году, и стало частью большого комплекса в стиле неоготики. Здание Хантер-билдинг в Университете Виктории, спроектированное архитекторами Пенти и Блейком в 1904 году было построено в близком в викторианскому «якобетанском» стиле. Ещё позже, в 1926 году, появилось здание Оклендского университета с часовой башней, известное также как Олд-артс-билдинг (англ. Old Arts Building). Архитектор этого здания, Р. А. Липпинкотт (англ. R.A. Lippincott), реализовал его в очень свободном готическом стиле. Здание было построено с применением железобетона.
В Австралии в викторианском стиле было построено здание Эдмунда Блекета, расположенное на территории Сиднейского университета и построенное в тот же период, что и административное здание Отагского университета. Кроме того, на территории Университета Аделаиды находится здание Митчелл-билдинг (англ. Mitchell Building), спроектированное Уильямом МакМинном в 1882 году в стиле венецианской готики. Однако это здание имеет меньшие размеры, чем его аналоги в Сиднее и Данидине.
Главное здание колледжа Ормонд Мельбурнского университета также построено в викторианском стиле неоготики и было вдохновлено зданием Скотта в Глазго. Оно было построено в 1881 году и затем несколько раз реконструировалось. Как и административное здание Отагского университета, здание колледжа Ормонд является в плане четырёхугольным и имеет часовую башню. Проект этого здания был разработан Джозефом Ридом для пресвитерианцев.